# Estatili Flac
Estatili Flac (en grec antic: Στατύλλιος Φλάκκος, llatí: Statilius Flaccus) va ser un poeta romà en llengua grega que és l'autor d'uns epigrames inclosos a l'Antologia grega.
No se sap res de la seva vida, més enllà que el seu nom indica que era ciutadà romà. Amb el nom d'Estatili Flac s'inclouen vuit epigrames, un més amb el nom Τυλλίου Φλάκκου ('Tul·li Flac'), i tres simplement signats per Φλάκκου ('Flac').